# (500089) 2011 YE73
(500089) 2011 YE73 es un asteroide perteneciente al cinturón de asteroides, descubierto el 30 de diciembre de 2011 por el equipo del Spacewatch desde el Observatorio Nacional de Kitt Peak, Arizona, Estados Unidos.

## Designación y nombre
Designado provisionalmente como 2011 YE73.

## Características orbitales
2011 YE73 está situado a una distancia media del Sol de 2,322 ua, pudiendo alejarse hasta 2,567 ua y acercarse hasta 2,078 ua. Su excentricidad es 0,105 y la inclinación orbital 5,267 grados. Emplea 1292,97 días en completar una órbita alrededor del Sol.

## Características físicas
La magnitud absoluta de 2011 YE73 es 18,1.